# 韓東勲
韓 東勲（ハン・ドンフン、한동훈、1973年4月9日 - ）は、大韓民国の政治家、元検察官。法務部長官、国民の力代表を歴任。検事時代は尹錫悦の後輩で、最側近であった。本貫は清州韓氏。
妻は弁護士で、岳父は前大田高等検察庁検事長の秦炯九。

## 来歴
1973年、ソウル特別市に生まれた。現代高等学校、ソウル大学校法科大学（法学部）卒業。1995年、ソウル大4年の時に第37回司法試験合格。1998年、司法研修院第27期修了。その後は空軍の法務官を経て、2001年からソウル地検（現・ソウル中央地方検察庁）で検事を務めた。
2003年、大検察庁中央捜査部に移り、尹錫悦とはじめて同じ部属となり、尹と一緒にSKの粉飾会計事件、大統領選挙裏金事件、現代車不正事件、韓国外換銀行のローンスター売却事件などの捜査を行った。
2005年、米国コロンビア大学法科大学院LL.M.課程修了（2004年8月から2006年2月まで約1年6カ月間、検事在職のまま研修として米国に滞在しており、その間に修了した）。
2009年から2011年までは李明博政権の大統領民情首席秘書官室で勤務し、その後は法務部検察課、大検察庁政策企画課長、ソウル中央地検公正取引租税調査部長、検察総長直属腐敗犯罪特別捜査団第2チーム長などの要職を務めた。
2016年、韓は朴英洙の特別検事チームで、捜査チーム長であった尹と共に朴槿恵政権の国政介入事件などの特別捜査を担当した。文在寅政権時代は尹錫悦ソウル中央地検長の下で、反腐敗・特殊捜査を総括する第3次長検事を務めた。その後は李明博が自動車部品メーカーDASの実際の所有者であることを明らかにして拘束したほか、梁承泰大法院長の司法行政権濫用疑惑も捜査した。2019年、尹錫悦は検察総長に任命されると、韓も検事長に昇進し、大検察庁の反腐敗・強力部長となった。しかし、文在寅政権で法務部長官を務めた曺国の親族に関する疑惑などの捜査を指揮する後、政権と検察の対立の影響で秋美愛法務部長官により釜山高等検察庁次長検事に左遷された。その後、2020年3月のMBCによる「検察と言論界の癒着」疑惑報道で起きたチャンネルA事件により、再び法務研修院研究委員に左遷され、朴範界法務部長官時代は司法研修院副院長となった。2022年4月、ソウル中央地検による2年間の捜査の末、チャンネルA事件で無嫌疑処分を受けた。
2022年3月の大統領選挙で尹錫悦が選出されると、韓は4月に新政権の初代法務部長官に指名され、2022年5月17日に尹錫悦政権の法務部長官に任命された。国会の人事聴聞会などでは野党議員と激しい論戦を交わし、知名度を高めたため、2022年10月、与党の国民の力内部から2024年4月の第22代総選挙への出馬を求める声も上がった。まだ、各種の世論調査では次期大統領候補の一人ともされる。
2023年12月21日、国民の力非常対策委員長の就任提案を受諾し、尹錫悦大統領に法務部長官を辞めると表明した。26日に正式就任し、併せて翌年の総選挙への不出馬を表明した。
2024年1月21日、「金建希女史のリスク」をめぐり、大統領室側から党の非常対策委員長を辞退してほしいという要求が出たと報じられたが、拒否した。同年4月10日に行われた総選挙で国民の力は大敗し、翌11日に責任を取って非常対策委員長を辞任すると表明した。その後代表選に出馬し勝利し、7月23日の党大会で党代表に選出された。
2024年12月3日に尹錫悦大統領が宣布した非常戒厳は国会で国民の力所属議員18人を含む全会一致で解除を決議したこともあり約6時間で収束したが、野党は4日に尹大統領に対する弾劾訴追案を提出。大統領を支える立場の国民の力から8人の賛成者が出ないと弾劾訴追が可決されないという状況の中、党の代表として韓は対応に苦慮することとなった。4日の議員総会では弾劾訴追案への反対が決定し、5日には韓自身も弾劾訴追案が成立しないよう努力するとして反対の姿勢を示した。ところが尹が非常戒厳を宣布した際に韓を含む与野党の主要な政治家を逮捕するよう指示していたとする情報が出回ると韓は一転して弾劾訴追案への賛成を表明し、大統領の職務停止が必要と述べた。同日午後には大統領官邸にて尹と単独で面会し、国民に直接説明するよう要請したが色よい返事は得られず、会談後には非公開の議員総会に出席。業務を停止するべきとの判断が覆るような話は聞けなかったと報告したものの、議論の末に議員総会では弾劾訴追案に反対する方針に変わりはないことが確認され、党と代表の方針が食い違う事態となったが、採決される7日になって韓は再度反対に転じた。党所属議員は数名を除いて採決前に議場から退席し、弾劾訴追案は成立しなかったが、尹が任期を与党に一任したことは事実上の退陣の約束であるとして、与党として秩序ある退陣を推進すると表明した。
12月12日午前に尹が行った談話を受け、尹は現状を反省するのではなく内乱を事実上自白したとして強く批判し、早期退陣の意思がないと確認されたので即時の職務停止が必要と表明。同日中に野党が国会に再提出した2回目の弾劾訴追案に賛成する意向を事実上表明した。韓のこうした発言は党内でも波紋を呼び、内部からは軽すぎると批判も出た。14日の国会での弾劾訴追案採決は与党からも賛成が出たため可決され尹は職務停止となったが、ここに至るまで立場を二転三転させたことは大きな批判を受け、党内からは辞任要求も噴出。これに対して韓は続投意思も示したが、党の最高委員5人全員が辞意を表明したため党運営が立ち行かなくなる状況となり、16日になって党代表を辞任すると表明した。
2025年4月10日、尹の失職に伴う6月3日実施予定の大統領選挙への出馬を表明した。